# Зони Мілана

Зони Мілана

Комуна Мілана адміністративно розділена на дев'ять децентралізованих зон (або округів — circoscrizioni), в кожній з яких є consiglio di zona — рада округу. Вибори до окружних рад (consiglio di zona) відбуваються одночасно з виборами до міської ради Мілана (consiglio comunale) і мера Мілана (sindaco).
За попереднім поділом, який був чинним до 1999 року, Мілан поділявся на 20 дрібніших зон. За новим поділом кожна з новоутворених зон, за винятком центральної, простягається від зони 1 (відповідає центральній частині міста) до периферії міста.
Ці нові області набагато більші як за чисельністю населення, так і за площею. Кількість жителів кожної з таких зон перевищує населення деяких столиць провінцій (capoluoghi di provincia), наприклад Мантуя. А деякі зони Мілана мають населення, що приблизно дорівнює половині населення всієї провінції.

## Рада округу
Кожна окружна рада складається з:
- 41 радника (консультанта) — у зонах (округах), де населення перевищує 100 тис. жителів,
- 31 радника — у зонах (округах), де кількість населення є нижчою цього порогу (в даний час тільки зона 1 не відповідає цьому порогу).

У рамках ради обирається Presidente del consiglio (Голова окружної ради), який представляє інтереси округу на рівні міста.

##### Функції окружних рад
Голова окружної ради представляє Раду, скликає її і головує в Раді. Робота Ради здійснюється шляхом проведення commissioni istruttorie та засідань Ради.
Постанова про територіальну децентралізацію де-юре передбачає передання округам відповідних ресурсів, повноважень і обов'язків, але де-факто робота окружних рад залежить від того, що міська рада (комуна) делегує окружній резолюціями (Delibere).
Безпосередні функції рад можна розділити на:
- дозвільні — затвердження проектів міських будівельних робіт з точки зору дотримання соціально-екологічних особливостей зони, регулювання діяльності місцевих ринків, обслуговування та ландшафтний дизайн зелених ділянок округу;
- безпосереднє управління коштами деяких фондів, що виділяються щорічно комуною (міською радою) — фонд «Право на освіту»; фонд «CAM» (Centri Aggregativi Multifunzionali), фонд «MAAP» (Mandati di Anticipazione per Attività Promozionali), та ін.
- право на політичні ініціативи та політичні позиції з питань, по яких Рада не має реальної адміністративної влади (підтримка політичних позицій місцевих асоціацій та комітетів)

##### Нові окружні ради
Нумерація починається з історичного центру міста і продовжується радіально навколо нього, починаючи з північно-східного сектору.
- Зона 1: Centro storico
- Зона 2: Stazione Centrale, Gorla, Turro, Greco, Crescenzago
- Зона 3: Città Studi, Lambrate, Venezia
- Зона 4: Vittoria, Forlanini
- Зона 5: Vigentino, Chiaravalle, Gratosoglio
- Зона 6: Barona, Lorenteggio
- Зона 7: Baggio, De Angeli, San Siro
- Зона 8: Fiera, Gallaratese, Quarto Oggiaro
- Зона 9: Stazione Garibaldi, Niguarda[1]

|        | Denominazione                                       | Superficie (km²) | Abitanti (31 dicembre 2006) | Densità (ab/km²) | Quartieri compresi |
| Zona 1 | Centro storico                                      | 9,67             | 107.087                     | 11.074           | Centro storico, Brera, Porta Tenaglia, Porta Sempione, Guastalla, Conca del Naviglio |
| Zona 2 | Stazione Centrale, Gorla, Turro, Greco, Crescenzago | 12,58            | 163.932                     | 13.031           | Porta Nuova, Stazione Centrale, Loreto, Turro, Crescenzago, Quartiere Adriano, Gorla, Precotto, Mandello, Ponte Seveso, Quartiere Maggiolina, Mirabello, Villaggio dei Giornalisti, Greco |
| Zona 3 | Città Studi, Lambrate, Venezia                      | 14,23            | 153.470                     | 10.785           | Porta Venezia, Porta Monforte, Casoretto, Rottole, Dosso, Quartiere Feltre, Cimiano, Città (degli) Studi, Lambrate, Ortica |
| Zona 4 | Vittoria, Forlanini                                 | 20,95            | 169.051                     | 8.069            | Porta Vittoria, Porta Romana, Acquabella, Cavriano, Quartiere Forlanini, Monluè, La Trecca, Taliedo, Morsenchio, Ponte Lambro, Calvairate, San Luigi, Gamboloita, Quartiere Omero, Nosedo, Castagnedo, Rogoredo, Santa Giulia, Triulzo Superiore                                                                                |
| Zona 5 | Vigentino, Chiaravalle, Gratosoglio                 | 29,87            | 134.016                     | 4.487            | Porta Vigentina, Porta Lodovica, San Gottardo, Morivione, Vigentino, Vaiano Valle, Chiaravalle, Macconago, Stadera, Chiesa Rossa, Quartiere Le Terrazze, Case Nuove, Quartiere Missaglia, Gratosoglio, Selvanesco, Quintosole, Ronchetto delle Rane, Quartiere Torretta, Conca Fallata, Quartiere Basmetto, Quartiere Cantalupa |
| Zona 6 | Barona, Lorenteggio                                 | 18,28            | 164.487                     | 8.998            | Porta Ticinese, Porta Genova, Conchetta, Moncucco, Barona, Quartiere Sant'Ambrogio, Quartiere Cascina Bianca, Boffalora, Quartiere Teramo, San Cristoforo, Quartiere Lodovico il Moro, Ronchetto sul Naviglio, Foppette, Quartiere Villa Magentino, Arzaga, Giambellino, Lorenteggio, Villaggio dei Fiori, Creta                |
| Zona 7 | Baggio, De Angeli, San Siro                         | 31,34            | 190.969                     | 6.093            | Porta Magenta, Fopponino, La Maddalena, San Siro, Quartiere Harar, Quartiere Vercellese, Quarto Cagnino, Quinto Romano, Figino, Forze Armate, Baggio, Quartiere Valsesia, Quartiere degli Olmi, Assiano, Muggiano |
| Zona 8 | Fiera, Gallaratese, Quarto Oggiaro                  | 23,72            | 197.484                     | 8.326            | Porta Volta, Bullona, Ghisolfa, Fiera, Il Portello, Cagnola, Quartiere Campo dei Fiori, Villapizzone, Quartiere Varesina, Boldinasco, Garegnano, Musocco, Quarto Oggiaro, Vialba, Roserio, Cascina Triulza, Quartiere T.8 o Q.T.8, Lampugnano, Quartiere Comina, Quartiere Gallaratese (I e II), Quartiere San Leonardo, Trenno |
| Zona 9 | Stazione Garibaldi, Niguarda                        | 21,12            | 194.386                     | 9.204            | Porta Garibaldi, Porta Nuova, Centro Direzionale, Isola, La Fontana, Montalbino, Segnano, Bicocca, Fulvio Testi, Ca' Granda, Prato Centenaro, Niguarda, Dergano, Bovisa, Affori, Bruzzano, Quartiere Comasina, Quartiere Bovisasca                                                                                              |
|        | Totale Comune                                       | 181,76           | 1.483.882                   | 8.164            | |

У таблиці наведені такі дані по кожній зоні як площа території, кількість жителів (у тому числі легальних іммігрантів з дозволом на проживання), густота населення, історичні і сучасні кварт'єрі.